# Spalangia muscophaga
Spalangia muscophaga är en stekelart som beskrevs av Girault 1933. Spalangia muscophaga ingår i släktet Spalangia och familjen puppglanssteklar. Inga underarter finns listade i Catalogue of Life.